# Іран – Джульфа
Іран — Джульфа — трубопровід, споруджений для постачання іранського газу в Нахічеванський ексклав Азербайджану.
Після розпаду СРСР на тлі збройного конфлікту Азербайджан припинив поставки газу до Вірменії, включаючи трубопровід Євлах — Горіс. В останньому випадку перервався і транзит до азербайджанської Нахічевані, який незадовго до того, у 1989 році, складав біля 0,1 млрд.м3 на рік.
В середині 2000-х Азербайджан зміг відновити постачання Нахічевані за допомогою Ірану. В прикаспійські провінції останнього постачалось блакитне паливо через трубопровід Казі-Магомед — Астара, з поверненням такого ж обсягу до нахічеванського регіону через наново збудований газопровід до Джульфи. Первісно передбачались поставки до 0,35 млрд.м3 на рік, які могли вирости до 0,5 млрд.м3 з переведенням місцевої ТЕС з рідкого палива на газ.
Довжина нового азербайджано-іранського інтерконектора становила 42 км, діаметр труб 530 мм, робочий тиск 5,5 Мпа. Для подальшого розподілу отриманого ресурсу в Нахічевані відремонтували газопроводи Джульфа — Ордубад та Шахбуз — Садарек.